# Довжина кола
Коло — замкнена крива, всі точки якої однаково віддалені від точки центра кола. У геометрії, довжина кола — це лінійна довжина довкола нього (від лат. circumferentia, що означає «обійти довкола»). Тобто, визначити довжину кола, це якби його випрямили і розтягнули в вигляді прямого відрізка. Оскільки коло це зовнішня межа круга (диску), довжина кола це особливий випадок периметра. Периметр — це довжина будь-якої замкненої фігури і цей термін застосовують до всіх фігур окрім кола і подібних округлих фігур, таких як Еліпси.
Крім того, слово «коло» може стосуватися самої межі кола, а не поняття довжини цієї межі.

## Довжина кола

Ілюстрація кола (C) показаного чорним, з діаметром (D) блакитним, радіусом (R) червоним, із центром у точці (O) виділеного фіолетовим. Довжина кола = π × діаметр = 2 × π × радіус.

Довжина кола, це відстань довкола нього, але якщо, як у більшості елементарних трактувань, відстань визначається по прямій лінії, таке пояснення не може використовуватися як означення. З таких міркувань, довжину кола можна означити як границю периметрів вписаних правильних багатокутників із нескінченним збільшенням кількості їх сторін. Поняття довжини кола використовують при вимірювання фізичних об'єктів, також при розгляді абстрактних геометричних форм.

Якщо діаметр кола дорівнює 1, його довжина дорівнює π.

Якщо радіус кола дорівнює 1, що називається одиничним колом — його довжина становить 2π.

### Зв'язок із числомπ
Довжина кола пов'язана з однією з найважливіших математичних констант - числом пі, що позначається грецькою літерою π. Першими декількома десятковими цифрами чисельного значення π є 3,141592653589793… (див.  A000796). π визначається як відношення довжини кола C до його діаметра d:
{\displaystyle \pi ={\frac {C}{d}}.}
Або, аналогічним способом, як відношення довжини кола до двох радіусів. Вищезгадану формулу можна використати для знаходити довжини кола:
{\displaystyle {C}=\pi \cdot {d}=2\pi \cdot {r}.\!}
Математична константа π широко використовується в математиці, техніці та науці.
У своїй праці Вимірювання кола, написаній 250 до н. е., Архімед показав, що відношення (C/d, хоча він тоді не використовував назву π), є більшим за 310/71 але меншим за 31/7 розраховуючи периметри вписаного і описаного правильного полігону із 96 сторонами. Цей метод наближення значення π використовувався століттями, що дозволяло отримувати щораз більшу точність, використовуючи полігони з усе більшою і більшою кількістю сторін. Останній подібний розрахунок в 1630 році виконав Крістоф Гріенбергер, котрий використав полігон із 1040 сторонами.

## Довжина еліпса
Термін довжина використовується також для визначення периметру еліпса. Не існує загальної формули для означення довжини еліпса через велику і малу півосі еліпса, яка б використовувала лише елементарні функції. Однак, для цих параметрів існують наближені формули. Однією з таких апроксимацій, є формула Ейлера (1773), для конічного еліпса,
{\displaystyle {\frac {x^{2}}{a^{2}}}+{\frac {y^{2}}{b^{2}}}=1,}
це
{\displaystyle C_{\rm {ellipse}}\sim \pi {\sqrt {2(a^{2}+b^{2})}}.}
Деякими нижніми і верхніми межами довжини конічного еліпса із {\displaystyle a\geq b} є наступні
{\displaystyle C\leq 2\pi a,}
{\displaystyle \pi (a+b)\leq C\leq 4(a+b),}
{\displaystyle 4{\sqrt {a^{2}+b^{2}}}\leq C\leq \pi {\sqrt {2(a^{2}+b^{2})}}.}
Тут верхньою межею {\displaystyle 2\pi a} є довжина описаного концентричного кола, що проходить через крайні точки великої півосі еліпса, а нижньою межею {\displaystyle 4{\sqrt {a^{2}+b^{2}}}} є периметр вписаного ромба із вершинами, що лежать на крайніх точках великої і малої півосей.
Довжину еліпса можна точно виразити за допомогою повного еліптичного інтегралу другого роду. Більш точно, ми будемо мати
{\displaystyle C_{\rm {ellipse}}=4a\int _{0}^{\pi /2}{\sqrt {1-e^{2}\sin ^{2}\theta }}\ d\theta ,}
де, знову ж таки, {\displaystyle a} є довжиною великої півосі, а {\displaystyle e} є ексцентриситетом {\displaystyle {\sqrt {1-b^{2}/a^{2}}}.}

## Окружність графу
В теорії графів довжина графа відноситься до найдовшого (простого) циклу, що міститься в графі.